# Polish International 2011
Die Polish International 2011 im Badminton fanden vom 24. März bis zum 27. März 2011 in Białystok, Polen, statt. Das Preisgeld betrug 15.000 US-Dollar. Das Turnier hatte damit ein BWF-Level von 4A.

## Sieger und Platzierte
| Disziplin    | Gold                            | Silber                      | Bronze                                     |
| ------------ | ------------------------------- | --------------------------- | ------------------------------------------ |
| Herreneinzel | Pablo Abián                     | Vladimir Ivanov             | Kevin Cordón                               |
| Herreneinzel | Pablo Abián                     | Vladimir Ivanov             | Dmytro Zavadsky                            |
| Dameneinzel  | Larisa Griga                    | Yuka Kusunose               | Yui Hashimoto                              |
| Dameneinzel  | Larisa Griga                    | Yuka Kusunose               | Arundhati Pantawane                        |
| Herrendoppel | Vladimir Ivanov Ivan Sozonov    | Adam Cwalina Michał Łogosz  | Gennadiy Natarov Artem Pochtarev           |
| Herrendoppel | Vladimir Ivanov Ivan Sozonov    | Adam Cwalina Michał Łogosz  | Marcus Ellis Peter Mills                   |
| Damendoppel  | Rie Eto Yu Wakita               | Kana Ito Asumi Kugo         | Miki Komori Nao Miyoshi                    |
| Damendoppel  | Rie Eto Yu Wakita               | Kana Ito Asumi Kugo         | Emi Moue Aya Shimozaki                     |
| Mixed        | Robert Mateusiak Nadieżda Zięba | Rafał Hawel Kamila Augustyn | Georgiy Natarov Anna Kobceva               |
| Mixed        | Robert Mateusiak Nadieżda Zięba | Rafał Hawel Kamila Augustyn | Wojciech Szkudlarczyk Agnieszka Wojtkowska |

## Finalresultate
| Disziplin    | Sieger                          | Finalist                    | Ergebnis     |
| ------------ | ------------------------------- | --------------------------- | ------------ |
| Herreneinzel | Pablo Abián                     | Vladimir Ivanov             | 21-14, 21-12 |
| Dameneinzel  | Larisa Griga                    | Yuka Kusunose               | 21-15, 21-16 |
| Herrendoppel | Vladimir Ivanov Ivan Sozonov    | Adam Cwalina Michał Łogosz  | 23-21, 21-17 |
| Damendoppel  | Rie Eto Yu Wakita               | Kana Ito Asumi Kugo         | 21-16, 21-9  |
| Mixed        | Robert Mateusiak Nadieżda Zięba | Rafał Hawel Kamila Augustyn | 21-13, 21-17 |